# صلیب الترکمان
صلیب الترکمان (به عربی: صلیب الترکمان) یک منطقهٔ مسکونی در سوریه است که در منطقه اللاذقیه واقع شده‌است. صلیب الترکمان ۳٬۴۶۶ نفر جمعیت دارد.